# ももらば
『ももらば』は、蜜樹みこによる日本の漫画作品。『Sho-Comi』（小学館）にて、2010年7号から23号まで掲載された。単行本は全3巻。

## 概要
サブタイトルは「my sweet lover」。
23号で正式連載終了になるまでに2度連載終了となっていたが、人気が高かった為、2ndシーズン・3rdシーズンという形で再々連載されている。

## ストーリー
朝から遅刻したりと不運な日に同じ高校へと通う花部詩郎と君嶋暦に突然告白された、河合ちえり。
冗談だろうと帰宅したちえりを出迎えたのは、行方不明だった姉・河合苺の赤ちゃん、ももだった。
色んなことが起こり困惑している中、詩郎と暦がやって来て、ちえりが子持ちだと勘違い。更にはそこへ突然ももを狙う謎の男達が現れて…?

## 登場人物
河合ちえり（かわい ちえり）
高校2年生で、明るく元気な女の子。幼い頃に両親を亡くしている。帰宅途中に突然、詩朗と暦に同時に告白される。姉が残して行った、赤ちゃんの代理ママになる羽目になる。
もも
ちえりの姪で苺の娘。好奇心旺盛な女の赤ちゃん。暦のことが大好き。父親譲りの天然パーマ。
花部詩朗（はなべ しろう）
愛称は「シロー」。行動力抜群の生徒会長で、朝の風紀チェックでちえりを見かけて以来、気になり始め好きになる。何故か子育てに詳しく、ももの面倒をよく見る。
君嶋暦（きみしま こよみ）
愛称は「ヨミ」。学校一秀才で、クールな性格。3人兄弟の末っ子でエドワードの弟。父は某国の外人、母が日本人のハーフである。自国の兄のことで、ちえりの周辺を調べて以来気になり始め、好きになる。子供は苦手だが、ももには美形が故に好かれている。ちえりのことは「チェリー」、もものことは「ちび」と呼んでいる。
河合苺（かわい いちご）
ちえりの姉で、自由奔放な女性。ももの母親。エドワードが某国の王子だと知らずに交際し、子供ができてしまう。ももをちえりに預け、再び行方不明となる。
エドワード
暦の兄で、某国の第一王子。ももの父親であるが、苺がももと共に行方を眩ました為、日本まで追いかけてくる。もものことを溺愛するあまり、空回りしてばかりで好かれていない。